# Clyde Hill
Clyde Hill és una població dels Estats Units a l'estat de Washington. Segons el cens del 2000 tenia 2.890 habitants.

## Demografia
Segons el cens del 2000, Clyde Hill tenia 2.890 habitants, 1.054 habitatges, i 893 famílies. La densitat de població era de 1.052,7 habitants per km².
Dels 1.054 habitatges en un 34,5% hi vivien nens de menys de 18 anys, en un 78,3% hi vivien parelles casades, en un 5% dones solteres, i en un 15,2% no eren unitats familiars. En el 12,8% dels habitatges hi vivien persones soles el 6,7% de les quals corresponia a persones de 65 anys o més que vivien soles. El nombre mitjà de persones vivint en cada habitatge era de 2,74 i el nombre mitjà de persones que vivien en cada família era de 3.
Per edats la població es repartia de la següent manera: un 26,1% tenia menys de 18 anys, un 3,8% entre 18 i 24, un 20,3% entre 25 i 44, un 30,8% de 45 a 60 i un 19% 65 anys o més.
L'edat mediana era de 45 anys. Per cada 100 dones de 18 o més anys hi havia 91,8 homes.
Cap de les famílies estaven per davall del llindar de pobresa.

## Poblacions properes
El següent diagrama mostra les poblacions més properes.